# Octava
Octava (łac. Diocesis Octavensis) – stolica historycznej diecezji w Cesarstwie rzymskim w prowincji Numidia zlikwidowana w VII w. podczas ekspansji islamskiej, współcześnie w północnej Algierii. Obecnie katolickie biskupstwo tytularne.

## Biskupi tytularni
| Lp. | Biskup                   | Funkcja                                  | Od                   | Do             |
| --- | ------------------------ | ---------------------------------------- | -------------------- | -------------- |
| 1   | Émile Guerry             | emerytowany arcybiskup Cambrai (Francja) | 15 lutego 1966       | 11 marca 1969  |
| 2   | Ignazio Cannavò          | biskup pomocniczy Acireale (Włochy)      | 31 października 1970 | 3 czerwca 1977 |
| 3   | Blasco Francisco Collaço | nuncjusz apostolski                      | 23 września 1977     |                |